# 東京都道402号錦町有楽町線
東京都道402号錦町有楽町線（とうきょうとどう402ごうにしきちょうゆうらくちょうせん）は、東京都千代田区内を結ぶ特例都道である。神田錦町を南北に走る白山通りから分岐して首都高速都心環状線 (C1) に沿って東進し、鎌倉橋交差点で南に折れて大手町、東京駅中央口前を経て有楽町に至る路線である。

## 起点・終点
- 起点：一ツ橋河岸交差点 - 白山通り（東京都道301号白山祝田田町線）
- 終点：有楽町駅前 - 晴海通り（東京都道304号日比谷豊洲埠頭東雲町線）

## 路線状況
起点より鎌倉橋交差点までは、起点方向への一方通行である。

### 通称
大名小路（鎌倉橋 - 有楽町駅前）

### 道路施設
- 鎌倉橋（千代田区内神田 - 大手町）

### 交通状況
- 平成22年（2010年）度時点での道路交通センサスによる当道の24時間自動車交通量（上下合計）は、小型車19,788台、大型車2,836台、合計22,624台である[1]。

## 地理

### 通過する自治体
- 東京都千代田区

### 交差する道路
- 東京都道403号大手町湯島線（神田橋交差点 - 本郷通り・日比谷通り）
- 東京都道405号外濠環状線（鎌倉橋交差点 - 外堀通り）
- 国道1号（大手町駅前交差点 - 永代通り）
- 東京都道407号丸の内室町線（東京駅中央口交差点）
- 東京都道406号皇居前鍛冶橋線（東京国際フォーラム西交差点 - 鍛冶橋通り）

### 並行する鉄道
- 都営三田線が、当道の起点から神田橋交差点間の地下を少し並行している。
- 東京メトロ丸ノ内線が、鎌倉橋交差点から東京駅中央口交差点間の地下を概ね並行している。
- JR横須賀線が、東京駅中央口交差点から終点の間の地下を概ね並行している。

### 周辺の施設
- 神田橋公園
- 大手町駅（東京メトロ丸ノ内線・東西線・千代田線・半蔵門線、都営三田線）
- 東京駅（丸の内口側）
- 丸の内ビル
- JRタワー
- 東京国際フォーラム
- ビックカメラ有楽町店
- 有楽町駅（JR山手線・京浜東北線、東京メトロ有楽町線）